# Borgaro Torinese
Borgaro Torinese és un comune (municipi) de la ciutat metropolitana de Torí, a la regió italiana del Piemont, situat a uns 10 quilòmetres al nord-oest de Torí. A 1 de gener de 2019 la seva població era de 11.912 habitants.
Borgaro Torinese limita amb els següents municipis: Caselle Torinese, Mappano, Venaria Reale, Settimo Torinese i Torí.